# Тельное (блюдо)
Те́льное — старинное русское блюдо, преимущественно из рыбы.
Советский кулинарный автор и историк В. В. Похлёбкин выделял два варианта тельного: тяпаное, из рыбного фарша, и целиковое из цельного филе.

## Описание
Тельное напоминает фаршированную рыбу. Для фарша используют рыбное филе, яйцо, муку или белый хлеб, соль, перец. Тельное готовят отваривая, запекая или обжаривая рыбный фарш, сформированный в рулет (в этом случае тельное нарезают), а также в виде котлет. Типичная начинка — грибы. Встречаются рецепты тельного из мяса, например, курицы, что, видимо, является производным от первоначального рыбного блюда.
Тельное считалось праздничным блюдом. Его подавали в богатых домах, оно украшало столы дворян, им угощали зарубежных послов, которые отмечали его превосходный вкус.

## Название
Название произошло от слова «тело», так как блюдо готовилось из мяса или «тела» рыбы. По другой версии блюдо было придумано монахами. Во время поста им разрешалось употреблять в пищу вино и хлеб, символизирующие кровь и тело Христа, а также рыбу.

## История
В XVII веке для приготовления тельного отбитое рыбное мясо клали в деревянные формы в виде птиц и животных (барашков, уток, гусей) и жарили в постном масле, получая плотное прожаренное мясо наподобие ягнятины.
В. А. Левшин в своей работе «Словарь поваренный, приспешничий, кандиторский и дистиллаторский» (1795) приводит уже другой рецепт тельного: филе рыбы отбить обухом ножа, периодически смачивая жидким тестом. Затем приготовленное таким образом мясо рыбы туго обвязать влажной салфеткой и отварить в кипящей воде, после чего обжарить в масле. Также отваренное тельное измельчалось с добавлением различных специй и лука и использовалось как начинка для выпечки.
В кулинарном сборнике «Постная повариха, или Приготовление разных постных кушаньев» (1796) появляется тельный пирог, из двух видов рыбного фарша: из одного рыбного фарша готовится «тесто», а начиняется оно другим фаршем.
Историк Николай Костомаров в XIX веке описал приготовление тельного: «Приготовляли из рыб тельное вроде котлет: смешивали с мукою, обливали ореховым маслом, прибавляли туда пряностей и пекли: это называлось рыбным короваем».
В XX веке тельное стало менее популярным. Под этим названием стали понимать в основном блюдо наподобие рыбных зраз с грибной начинкой.